# Boanamary
Boanamary è una città e comune del Madagascar situata nel distretto di Mahajanga II, regione di Boeny. 
La popolazione del comune rilevata nel censimento 2001 era pari a 10 298 unità.